# Rolfe Kent
Rolfe Kent (* 18. April 1963 in St. Albans in England) ist ein britischer Filmkomponist.

## Leben
Kent ist seit 1989 als Komponist für Filmmusik tätig und wirkte an mehr als 60 Produktionen mit. Gelegentlich ist er auch als Dirigent aktiv.
Kent wurde für die Musik zum Film Natürlich blond (2001) für den Filmpreis Golden Satellite Award nominiert. Für die Musik zum Film Sideways (2004) wurde er für den Preis Golden Globe nominiert. Vier Mal in seiner bisherigen Karriere wurde er bei den BMI Film & TV Awards für die beste Musik ausgezeichnet. Zudem erhielt er 2012 den Richard Kirk Career Achievement Award.
2009 gewann er den Satellite Award für Jason Reitmans Film Up in the Air. Kent komponierte schon 2005 die Musik für Reitmans Thank You for Smoking.
Kent lebt derzeit in Los Angeles.

## Filmografie (Auswahl)
- 1994: Handschrift des Todes (Dead Connection)
- 1996: Baby Business (Citizen Ruth)
- 1997: Wer hat Angst vor Jackie-O.? (The House of Yes)
- 1998: Hauptsache Beverly Hills (Slums of Beverly Hills)
- 1999: Election
- 1999: Oxygen
- 1999: Fight Club
- 1999: Vom Fliegen und anderen Träumen (The Theory Of Flight)
- 2000: Ein Herz und eine Kanone (Gun Shy)
- 2000: Nurse Betty
- 2001: Stadt, Land, Kuss (Town & Country)
- 2001: Natürlich blond (Legally Blonde)
- 2002: About Schmidt
- 2002: Kate & Leopold
- 2002: 40 Tage und 40 Nächte (40 Days and 40 Nights)
- 2003: Freaky Friday – Ein voll verrückter Freitag (Freaky Friday)
- 2003: Natürlich blond 2 (Legally Blonde 2: Red, White & Blonde)
- 2004: Sideways
- 2005: Die Hochzeits-Crasher (Wedding Crashers)
- 2005: Solange du da bist (Just Like Heaven)
- 2005: Thank You for Smoking
- 2006: Zum Ausziehen verführt (Failure to Launch)
- 2006–2013: Dexter (Fernsehserie)
- 2007: Sex and Death 101
- 2007: Die Liebe in mir (Reign Over Me)
- 2007: Hunting Party – Wenn der Jäger zum Gejagten wird (The Hunting Party)
- 2008: The Lucky Ones
- 2009: Der Womanizer – Die Nacht der Ex-Freundinnen (Ghosts of Girlfriends Past)
- 2009: 17 Again – Back to High School (17 Again)
- 2009: Up in the Air
- 2009: Männer, die auf Ziegen starren (The Men, Who Stare at Goats)
- 2010: Kiss & Kill (Killers)
- 2010: Troupers
- 2010: Wie durch ein Wunder (Charlie St. Cloud)
- 2011: Mr. Poppers Pinguine (Mr. Popper’s Penguins)
- 2011: Young Adult
- 2012: Gambit – Der Masterplan (Gambit)
- 2013: Labor Day
- 2013: Bad Words
- 2013: Dom Hemingway
- 2014: Vampire Academy
- 2017: Downsizing
- 2017: Crash Pad
- 2018: Stan & Ollie
- 2020: Timmy Flop: Versagen auf ganzer Linie (Timmy Failure: Mistakes Were Made)
- 2020: Magic Camp
- 2021: Einer wie keiner (He’s All That)
- 2021: Vacation Friends
- 2023: North Star
- 2025: Everything’s Going to Be Great

## Auszeichnungen für Musikverkäufe
| Goldene Schallplatte - Polen - 2024: für das Lied The Downsizing Waltz |

| Land/RegionAuszeichnungen für Musikverkäufe (Land/Region, Auszeichnungen, Verkäufe, Quellen) | Gold  | Platin | Verkäufe | Quellen |
| -------------------------------------------------------------------------------------------- | ----- | ------ | -------- | ------- |
| Polen (ZPAV)                                                                                 | Gold1 | —      | 25.000   | olis.pl |
| Insgesamt                                                                                    | Gold1 | —      |          |         |